# Лютефиск

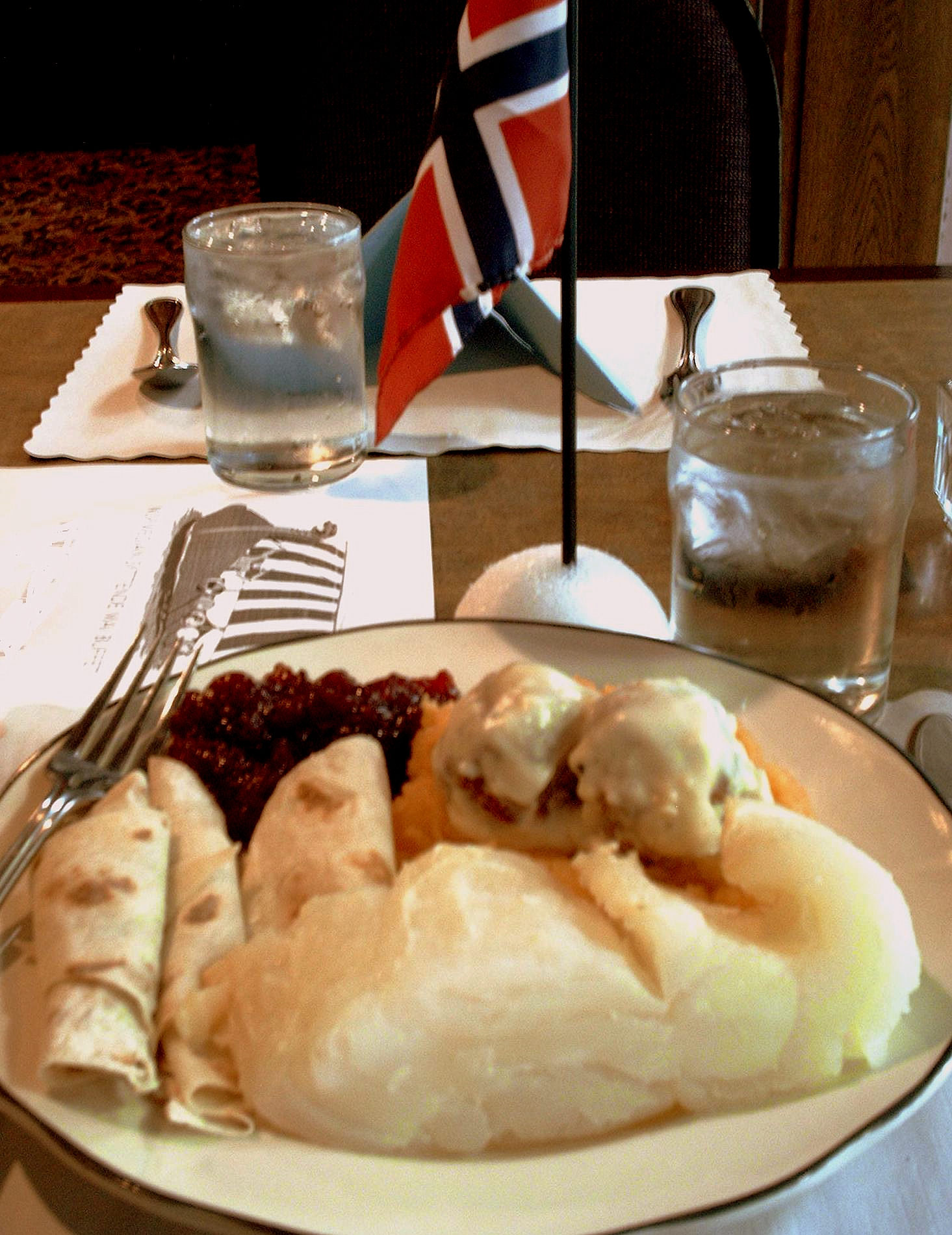
Лютефиск на блюде в ресторане (на переднем плане)

Лютефиск (норв. lutefisk, швед. lutfisk, фин. lipeäkala, дословно: «рыба в щёлочи») — традиционное скандинавское рыбное блюдо, популярное в Норвегии, Швеции и некоторых районах Финляндии. Первоначально готовилось из сушёной трески (стокфиск и клипфиск) вымачиванием в щёлочи, а в настоящее время в Швеции более популярна сушёная мольва (морская щука) или сайда, в то время как в Норвегии остаётся популярной треска.
Лютефиск — традиционный зимний, рождественский деликатес, и сейчас достаточно популярный у народов Скандинавии, несмотря на свой необычный вкус (так, только в течение 2001 года в Норвегии было съедено более 2600 т этого блюда).

## Приготовление
Для приготовления сушёную рыбу замачивают в щелочном растворе каустической соды (то есть гидроксида натрия; ранее вместо него использовали берёзовую золу, также обладающую щелочными свойствами вследствие содержания поташа) на трое суток, — после чего вымачивают несколько дней в воде.
Вследствие химической реакции рыбных белков с щёлоком рыба приобретает нежную желеобразную консистенцию и специфический острый запах. В дальнейшем лютефиск подлежит тепловой обработке (жарится на сковороде, запекается в духовке, варится или, в настоящее время, приготавливается в микроволновой печи).

## Употребление
Блюдо подают с гороховым пюре, беконом, отварным картофелем или брюнустом. В качестве приправы предлагают горчицу, белый горчичный соус и сыр из козьего молока. Из алкогольных напитков к лютефиску предпочитают норвежскую водку аквавит (акевит), пиво.
Хотя при щелочной обработке белков образуется токсичная аминокислота лизиноаланин, исследования показывают, что лютефиск содержит её в незначительном количестве.

## История
Первое упоминание о лютефиске относится к 1555 году, когда шведский учёный и дипломат Олаф Магнус в своих трудах подробно описал процесс приготовления блюда. Легенда связывает происхождение экзотического кушанья с кораблём викингов (либо с рыбным складом), в который ударила молния и сожгла его, а рыба, находящаяся на корабле, смешалась с золой. Спустя некоторое время викинги решили попробовать рыбу, предварительно вымочив в воде, и были удивлены вкусом получившегося блюда.

## Шутки о лютефиске
Любители лютефиска стали героями многочисленных шуток со стороны скептиков, которые сравнивают его с чем угодно, от крысиного яда до оружия массового поражения. Американский кулинарный критик Джеффри Стейнгартен, автор книги «Человек, который ел всё», так отзывался о лютефиске:
«Лютефиск — это не еда, а оружие массового поражения. Это пример пищи, вкус которой ни на что не похож, но при этом вызывает столь сильные эмоции, что буквально отправляет человека в нокаут».